# Buguntimalia
De buguntimalia (Liocichla bugunorum) is een zangvogel uit de familie Leiothrichidae. Het is een ernstig bedreigde endemische vogelsoort in Arunachal Pradesh in noordoostelijk India. De soort werd in 1995 ontdekt en in 2006 beschreven door de Indiase astronoom en vogelaar Ramana Athreya.

## Kenmerken
De vogel is 22 cm lang. De vogel is overwegend olijfkleurig grijs met een zwarte kopkap en zwart boven op de staart. Het oog is zwart met een duidelijke gele oogstreep. Op de vleugel is een opvallende, brede goudkleurig gele vlek en de uiteinden van de vleugel- en staartpennen zijn oranjerood. Bij het mannetje is de onderkant van de staart oranje.

## Verspreiding en leefgebied
Deze soort komt voor in het natuurreservaat Eaglenest in Arunachal Pradesh in het noordoosten van India. Hoewel er schijnbaar geschikt habitat buiten dit reservaat en ook in het aangrenzende China en Bhutan aanwezig is, ontbreken waarnemingen van deze opvallende vogel in die gebieden. Er is weinig bekend over de eisen die de vogel stelt aan het leefgebied. Tot nu toe werden waarnemingen gedaan in zwaar aangetaste landschappen op hellingen boven de 2000 m boven zeeniveau met dichte ondergroei van struiken en klein geboomte.

## Status
De buguntimalia heeft een zeer beperkt verspreidingsgebied en daardoor is de kans op uitsterven aanwezig. De grootte van de populatie werd in 2014 door BirdLife International geschat op 70 tot 380 individuen en de populatie-aantallen nemen af door habitatverlies. Het leefgebied wordt aangetast door ontbossing voor de winning van timmer- en brandhout. Het leefgebied raakt versnipperd en bovendien vindt in het (door China geclaimde) gebied wegenaanleg plaats. Om deze redenen staat deze soort sinds 2014 als ernstig bedreigd ("kritiek") op de Rode Lijst van de IUCN.